# Wielcy inkwizytorzy Hiszpanii
Wielki inkwizytor Hiszpanii albo generalny inkwizytor Hiszpanii – tytuł używany przez zwierzchników hiszpańskiej inkwizycji. Urząd ten istniał od roku 1483, aż do skasowania tej instytucji w 1820 roku. Najczęściej sprawował go biskup lub arcybiskup którejś z hiszpańskich diecezji. Kilku spośród nich było kardynałami, a jeden został nawet wybrany na papieża (Adrian van Utrecht jako Hadrian VI w 1522).

## Lista wielkich inkwizytorów Hiszpanii 1483-1820
Chronologiczna lista wielkich inkwizytorów Hiszpanii od 1483 do 1820. W latach 1494–1504 urząd ten był sprawowany przez kilku inkwizytorów jednocześnie. W latach 1507–1517 wyznaczano oddzielnie inkwizytorów generalnych dla Kastylii i Aragonii.
| Wizerunek                                                     | Nazwisko                              | Afiliacja                                                                   | Daty urzędowania | Uwagi                     |
| ------------------------------------------------------------- | ------------------------------------- | --------------------------------------------------------------------------- | ---------------- | ------------------------- |
|                                                               | Tomás de Torquemada                   | Dominikanin                                                                 | 1483-1498        |                           |
|                                                               | Martin Ponce de Leon                  | abp Messyny                                                                 | 1494-1500        |                           |
|                                                               | Íñigo Manrique de Lara                | bp Kordoby                                                                  | 1494-1496        |                           |
|                                                               | Francisco Sánchez de la Fuente        | bp Avili                                                                    | 1494-1498        |                           |
|                                                               | Alonso Suárez de Fuentelsaz           | bp Jaén                                                                     | 1494-1504        |                           |
|                                                               | Diego de Deza                         | Dominikanin bp Jaén (1497–1500) bp Palencii (1500–04) abp Sewilli (1504–23) | 1498-1499        | Kastylia                  |
| 1499-1507                                                     | Diego de Deza                         | Dominikanin bp Jaén (1497–1500) bp Palencii (1500–04) abp Sewilli (1504–23) | cała Hiszpania   |                           |
| Rozdzielenie inkwizycji kastylijskiej i aragońskiej 1507-1517 |                                       |                                                                             |                  |                           |
|                                                               | Francisco Jiménez de Cisneros         | Franciszkanin kard. i abp Toledo                                            | 1507-1517        | Kastylia                  |
|                                                               | Juan Enguera                          | Dominikanin bp Vichy (1505–10) bp Léridy (1510–12) bp Tortosy (1512–13)     | 1507-1513        | Aragonia                  |
|                                                               | Luis Mercader Escolano                | bp Tortosy                                                                  | 1513-1516        | Aragonia                  |
|                                                               | Juan Pedro de Poul                    | Dominikanin prowincjał Aragonii                                             | 1516             | Aragonia                  |
|                                                               | Adriaan Florenszoon Boeyens           | bp Tortosy                                                                  | 1516-1518        | Aragonia                  |
| Ponowne zjednoczenie 1518                                     |                                       |                                                                             |                  |                           |
|                                                               | Adriaan Florenszoon Boeyens           | kard. i bp Tortosy                                                          | 1518-1522        | wybrany na papieża w 1522 |
|                                                               | Alfonso Manrique de Lara y Solís      | kard. i abp Sewillii                                                        | 1523-1538        |                           |
|                                                               | Juan Pardo de Tavera                  | kard. i abp Toledo                                                          | 1539-1545        |                           |
|                                                               | Juan García de Loaysa                 | abp Sewilli                                                                 | 1546             |                           |
|                                                               | Fernando de Valdés y Salas            | abp Sewilli                                                                 | 1547-1566        |                           |
|                                                               | Diego Espinosa Arévalo                | kard. i bp Sigüenzy                                                         | 1566-1572        |                           |
|                                                               | Pedro Ponce de León                   | bp Plasencii                                                                | 1572-1573        |                           |
|                                                               | Gaspar de Quiroga y Vela              | bp Cuency (1571-77), abp Toledo (1577-94) i kardynał (1578-94)              | 1573-1594        |                           |
|                                                               | Jerónimo Manrique de Lara             | bp Ávili                                                                    | 1595             |                           |
|                                                               | Pedro de Portocarrero                 | bp Cuenci                                                                   | 1596-1599        |                           |
|                                                               | Fernando Niño de Guevara              | kard. i abp Filippi (1599–1601) oraz Sewilli (1601–09)                      | 1599-1602        |                           |
|                                                               | Juan de Zúñiga Flores                 | bp Cartageny                                                                | 1602             |                           |
|                                                               | Juan Bautista de Acevedo              | Patriarcha Indii Zachodnich                                                 | 1603-1608        |                           |
|                                                               | Bernardo de Sandoval y Rojas          | kard. i abp Toledo                                                          | 1608-1618        |                           |
|                                                               | Luis de Aliaga Martínez               | Dominikanin                                                                 | 1619-1621        |                           |
|                                                               | Andrés Pacheco                        | bp Cuenci                                                                   | 1622-1626        |                           |
|                                                               | Antonio de Zapata Cisneros            | kard. i abp Burgos                                                          | 1627-1632        |                           |
|                                                               | Antonio de Sotomayor                  | abp Damaszku                                                                | 1632-1643        |                           |
|                                                               | Diego de Arce y Reinoso               | bp Plasencii                                                                | 1643-1665        |                           |
|                                                               | Pascual de Aragón                     | abp Toledo                                                                  | 1665             |                           |
|                                                               | Johann Eberhard Nidhard               | Jezuita                                                                     | 1666-1669        |                           |
|                                                               | Diego Sarmiento de Valladares         | bp Plasencii                                                                | 1669-1695        |                           |
|                                                               | Juan Tomás de Rocaberti               | abp Walencji                                                                | 1695-1699        |                           |
|                                                               | Alonso Fernández de Córdoba y Aguilar | kardynał                                                                    | 1699             |                           |
|                                                               | Baltasar de Mendoza y Sandoval        | bp Segowii                                                                  | 1699-1705        |                           |
|                                                               | Vidal Martín                          | bp Ceuty                                                                    | 1705-1709        |                           |
|                                                               | Antonio Ibáñez de Riva Herrera        | abp Saragossy                                                               | 1709-1710        |                           |
|                                                               | Francesco del Giudice                 | kard. i abp Monreale                                                        | 1711-1716        |                           |
|                                                               | Jose de Molines                       | audytor Roty Rzymskiej                                                      | 1717-1719        |                           |
|                                                               | Diego de Astorga y Céspedes           | bp Barcelony                                                                | 1720             |                           |
|                                                               | Juan de Camargo                       | bp Pampeluny                                                                | 1720-1733        |                           |
|                                                               | Andrés de Orbe y Larreategui          | abp Walencji                                                                | 1733-1740        |                           |
|                                                               | Manuel Isidro Manrique de Lara        | abp Santiago                                                                | 1742-1746        |                           |
|                                                               | Francisco Pérez de Prado y Cuesta     | bp Teruelu                                                                  | 1746-1755        |                           |
|                                                               | Manuel Quintano Bonifaz               | abp Farsalos                                                                | 1755-1774        |                           |
|                                                               | Felipe Beltrán                        | bp Salamanki                                                                | 1775-1783        |                           |
|                                                               | Agustín Rubin de Ceballos             | bp Jaén                                                                     | 1784-1793        |                           |
|                                                               | Manuel Abad y Lasierra                | abp Selimbrii                                                               | 1793-1794        |                           |
|                                                               | Francisco Antonio de Lorenzana        | abp Toledo                                                                  | 1794-1797        |                           |
|                                                               | Ramón José de Arce                    | abp Saragossy                                                               | 1798-1808        |                           |
|                                                               | Xavier Mier y Campillo                | bp Almeríi                                                                  | 1814-1818        |                           |
|                                                               | Jerónimo Castillón y Salas            | bp Tarazony                                                                 | 1818-1820        |                           |